# 範疇 (数学)
数学において、範疇（はんちゅう）とは位相空間の部分集合を 2 通りに分類する方法のことである。カテゴリーと呼ぶことも多いが、同様にカテゴリーと呼ばれる圏とは全く異なるものである。

## 定義
X を位相空間とし、A をその部分集合とする。
A の閉包の内部が空であるとき、A は疎であるという。A が可算個の疎な集合の和集合で表せるとき A は第 1 類であるといい、そうでないとき A は第 2 類であるという。第 1 類の集合をやせた集合ともいう。
第 1 類の集合の部分集合は第 1 類であり、可算個の第 1 類の集合の和集合は第 1 類である。

## ベールの範疇定理
完備距離空間の空でない開部分集合は第 2 類である。これをベールの範疇定理と呼ぶ。この定理は特に関数解析などで有用である。
この定理は、次のように言い換えることもできる：
- 完備距離空間において、内点をもたない閉集合の可算個の和集合は内点をもたない。
- 完備距離空間において、稠密な開集合の可算個の共通部分は稠密である。

## ベール空間
ベール空間とは、空でない任意の開部分集合が第 2 類であるような位相空間のことである。
ベールの範疇定理は、完備距離空間がベール空間であることを意味している。局所コンパクトなハウスドルフ空間もベール空間である。